# Kociubeiivka, Vîsokopillea
Kociubeiivka (în ucraineană Кочубеївка) este localitatea de reședință a comunei Kociubeiivka din raionul Vîsokopillea, regiunea Herson, Ucraina.

## Demografie
Componența lingvistică a localității Kociubeiivka
     Ucraineană (94,84%)
     Rusă (4,88%)
     Alte limbi (0,27%)
Conform recensământului din 2001, majoritatea populației localității Kociubeiivka era vorbitoare de ucraineană (94,84%), existând în minoritate și vorbitori de rusă (4,88%).